# Amor al primer lladruc
Amor al primer lladruc (originalment en anglès, Love at First Bark) és un telefilm estatunidenc del 2017 protagonitzat per Kevin McGarry i Jana Kramer, i produït i emès pel Hallmark Channel.

## Sinopsi
La Julia està en un moment de canvi en la seva vida: ha deixat la feina que tenia en una gran empresa de disseny d'interiors per posar-se pel seu compte. A més, ha decidit complir un somni que tenia des de petita i adoptar un gos. En una fira de gossos en adopció, s'enamora a primera vista del King i se l'emporta a casa. Tot i que el King és un gos tranquil, la Julia decideix recórrer als serveis de l'Owen, un educador caní, perquè l'adaptació no és tan fàcil com es pensava. L'Owen li fa entendre que no hi ha prou d'estimar els gossos per saber-los portar. I la Julia i l'Owen es comencen a agradar, però el principi de la relació tampoc és fàcil.

## Repartiment
- Jana Kramer: Julia Galvins
- Kevin McGarry: Owen Michaels
- Anna Van Hooft: Sherry McRay
- Natasha Burnett: Cindy Howard
- Reese Alexander: Wyatt Salas
- Sarah Edmondson: Cassie Guggenheim
- Andrew Moxham: Jonathan Guggenheim
- Jaime M. Callica: Mike Howard
- Paula Giroday: Bridget
- Leanne Lapp: Molly Finley
- Dolores Drake: Elderly Lady